# Веселин Цинзов
Веселин Цинзов е български състезател по ски бягане, участник в зимните олимпийски игри през 2010, 2014 и 2018 г.
Цинзов е роден на 29 юли 1986 г. в Самоков. Дебютира в състезание за Световната купа на 2 декември 2007 г. в Куусамо, Финландия. Най-доброто му постижение за Световната купа е 14-о място на 15 км класически стил на 19 януари 2014 г. в Полша. Има две класирания сред първите тридесет. 8-мо място на световно първенство за юноши. Участва на всички световни първенства от 2005 до 2019 г. Единственият българин участвал на престижното състезание Тур Де Ски. Най-доброто му класиране е в отборния спринт през 2005 г. – 22-ро място. Най-доброто му индивидуално класиране е 41-во място на 50 км свободен стил масов старт в Либерец, Чехия, на 1 март 2009 г. Многократен балкански и републикански шампион. През 2019г. прекратява спортната си кариера. 

## Участия на зимни олимпийски игри
| Олимпийски игри            | Място     | Държава    | дисциплина            | класиране           |
| -------------------------- | --------- | ---------- | --------------------- | ------------------- |
| Зимни олимпийски игри 2014 | Сочи      | Русия      | Скиатлон              | 53                  |
| Зимни олимпийски игри 2014 | Сочи      | Русия      | Класически стил       | 41                  |
| Зимни олимпийски игри 2014 | Сочи      | Русия      | Свободен стил         | не завършва         |
| Зимни олимпийски игри 2018 | Пьонгчанг | Южна Корея | 15 км свободен стил   | 36                  |
| Зимни олимпийски игри 2018 | Пьонгчанг | Южна Корея | 50 км класически стил | не финишира         |
| Зимни олимпийски игри 2018 | Пьонгчанг | Южна Корея | Спринт                | 59 в квалификацията |
| Зимни олимпийски игри 2018 | Пьонгчанг | Южна Корея | Отборен спринт        | 12 в 1/2 финала     |